# Balmhorn
Das stark vergletscherte Balmhorn ist mit einer Höhe von 3697 m ü. M. der höchste Berg in der nach ihm benannten Balmhorngruppe in den westlichen Berner Alpen.
Der Namensbestandteil «balm» kommt von dem keltischen Wort für ‹Felsüberhang›, siehe Balm (Toponym).

## Lage
Der steile Balmhorngletscher fliesst nach Norden gegen das Gasterental, der Schwarzgletscher nach Westen Richtung Gemmiweg ab. Unterhalb der Ostwand liegen der Lötschenpass und der Lötschengletscher. Mit dem nur wenig niedrigeren, westlich gelegenen Altels ist das Balmhorn über einen scharfen Firngrat verbunden, der von guten Alpinisten oft überschritten wird. Beide Gipfel bilden einen hochattraktiven Abschluss des Kandertales. Zur Gruppe gehören daneben noch das Rinderhorn und das Chli (kleine) Rinderhorn.
Der Balmhorngipfel ist der höchste Punkt der Gemeinde Kandersteg im Amtsbezirk Frutigen im Schweizer Kanton Bern. Die Kantonsgrenze zwischen Bern und dem Wallis verläuft über Balmhorn und Altels. Die Nordseite des Massivs entwässert über Kander, Aare und Rhein in die Nordsee, die Südseite über die Rhone ins Mittelmeer.

## Alpinismus
Der Normalweg auf das Balmhorn führt von der Spittelmatte am Gemmiweg über den Schwarzgletscher und den Zackengrat zum Gipfel. Als Stützpunkt bietet sich das Gasthaus Schwarenbach an, in dem viele berühmte Persönlichkeiten (z. B. Mark Twain) genächtigt haben. Hier hatte auch der bekannte Kater Tomba sein Zuhause, der regelmässig Tourengänger, ohne fremde Hilfe, auf Hochtouren (wie zum Beispiel auf das Balmhorn) begleitete. Die Normalroute wird auch von Skibergsteigern im Winter oft begangen. Weitere Anstiege leiten von der Balmhornhütte oberhalb des Gasterentals über den Wildelsigengrat oder die Nordwand sowie von der Gitzifurgge über den Gitzigrat (Südostgrat) auf den Gipfel.

## Bilder

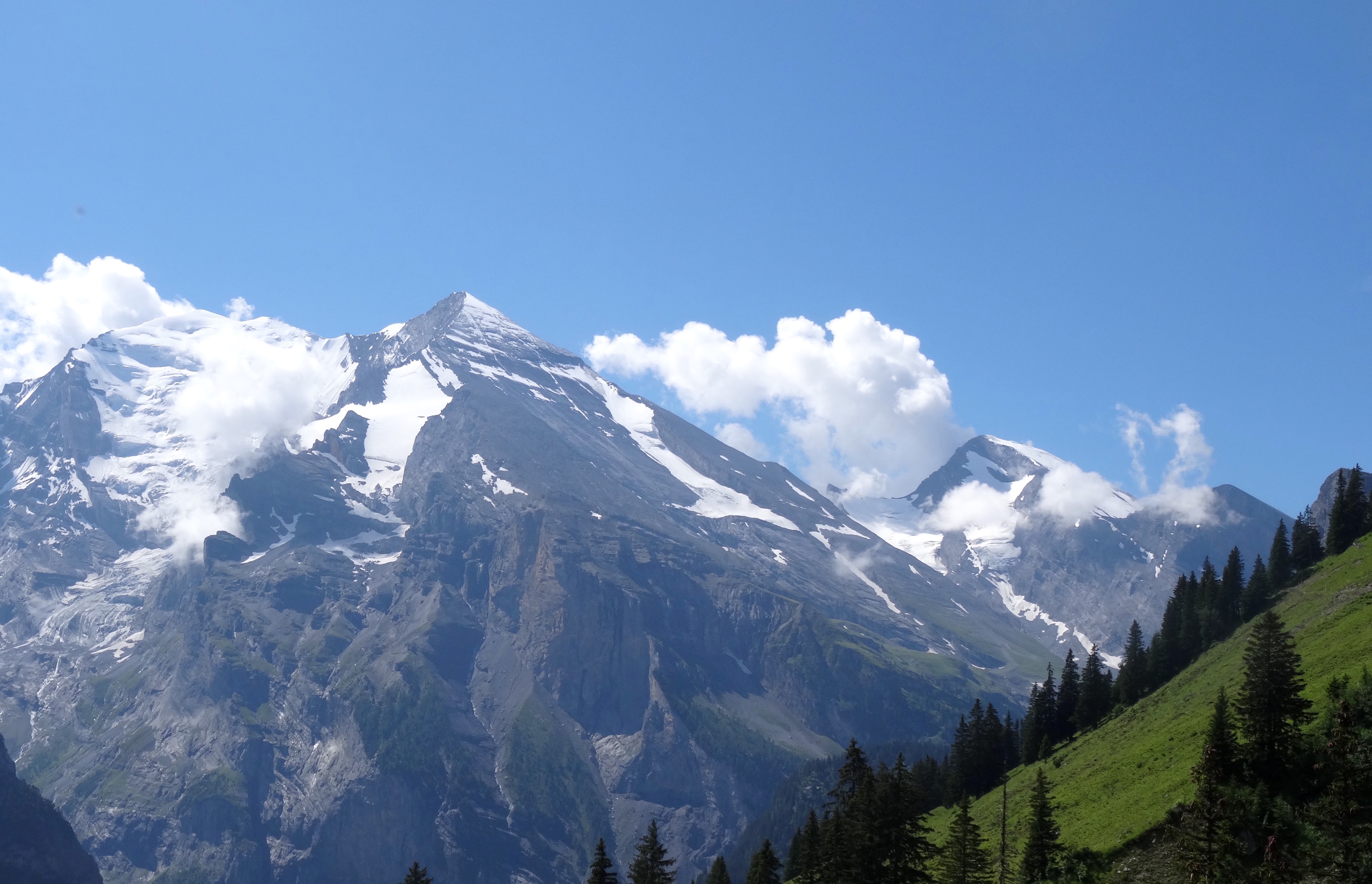
Altels in der Mitte, links Balmhorn, rechts Rinderhorn
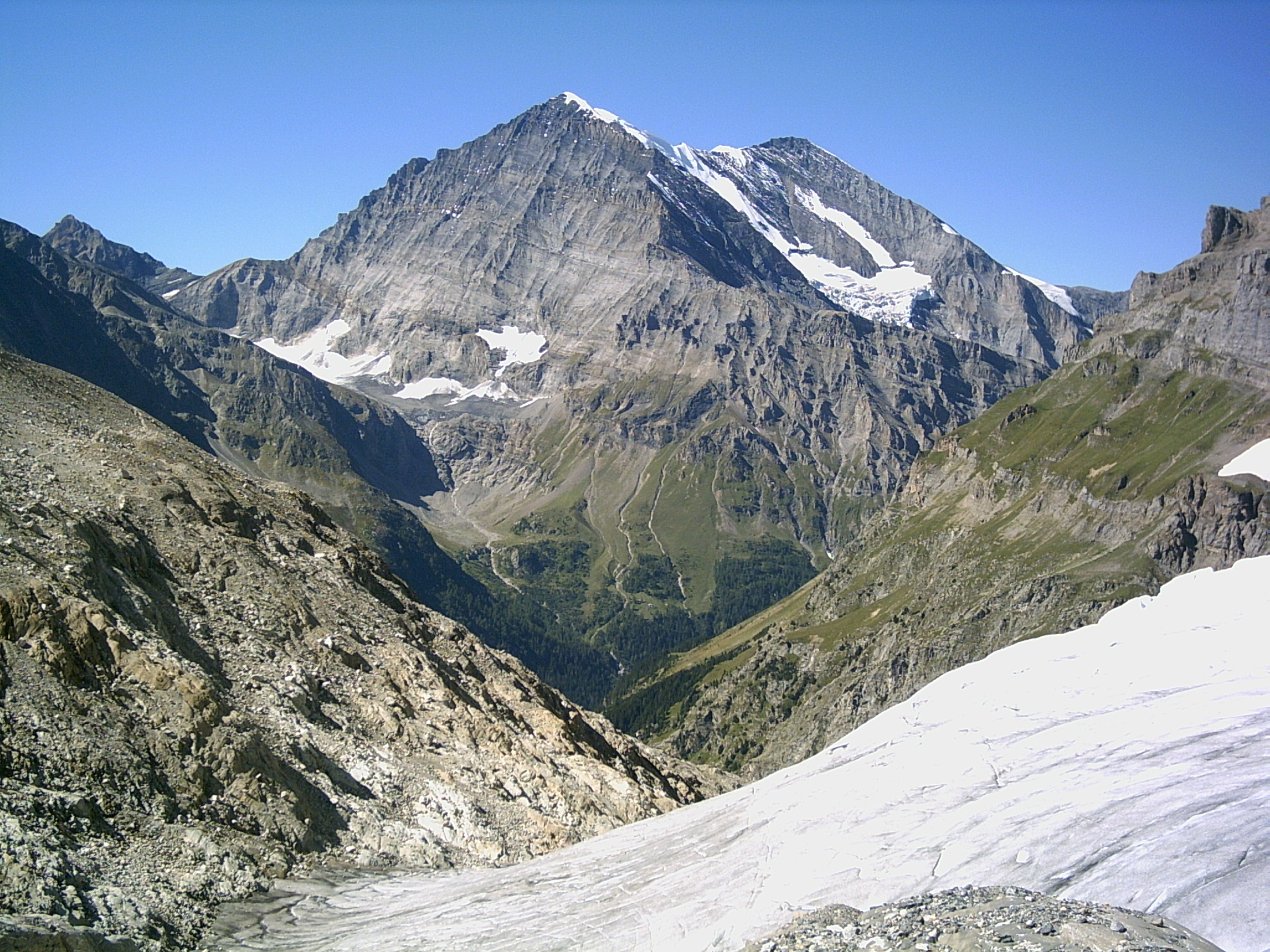
Die Balmhorn-Ostwand, rechts der Altels, vom Kanderfirn
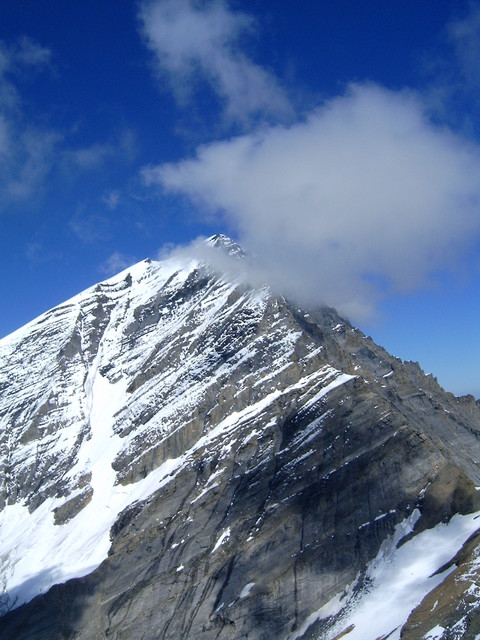
Die Balmhorn-Südflanke vom Ferdenrothorn aus gesehen